# Josephine Wilson
Josephine Wilson, Baroness Miles (* 5. Juli 1904 in Bromley; † 7. November 1990 in London) war eine britische Schauspielerin mit Charakterrollen in Theater, Film und Fernsehen. Sie spielte von den 1930er Jahren bis in die 1950er Jahre verschiedene Rollen in britischen Kinoproduktionen. Darunter in Filmen wie Eine Dame verschwindet, Vier Federn, Jugendliebe - Drei Tage Ferien... oder Das Ende einer Affaire.

## Leben und Karriere
Josephine Wilsons Biografie, geboren 1904 in Bromley in einem Stadtbezirk in London, war eng mit der Karriere ihres Mannes dem englischen Charakterdarsteller Bernard Miles verflochten. Als sie Miles im Jahr 1931 heiratete, hatte er ein Jahr zuvor gerade sein professionelles Bühnendebüt gegeben. Gemeinsam spielten die beiden in zahlreichen Theateraufführungen bis hinein in die 1950er Jahre, wo man später aus dem anfänglich privat geführten Mermaid Theatre 1959 in London ein öffentliches Schauspielhaus begründete.
Ihre Filmkarriere startete Josephine Wilson 1938 mit einer Rolle in Victor Savilles romantischem Drama South Riding. Noch im selben Jahr besetzte sie der Regisseur Alfred Hitchcock in seiner berühmten Kriminalkomödie Eine Dame verschwindet in der Nebenrolle der Madame Kummer. In den Hauptrollen spielten Margaret Lockwood und Michael Redgrave. In Norman Walkers Abenteuerfilm Life of St. Paul spielte sie die weibliche Hauptrolle neben Partner Neal Arden. In den frühen 1940er Jahren verkörperte sie auf der Leinwand Rollen in verschiedenen Produktionen, unter anderem 1943 in John Harlows Thriller The Dark Tower im Schauspielerensemble um Ben Lyon, Anne Crawford, David Farrar, Herbert Lom und William Hartnell. In der Komödie Jugendliebe - Drei Tage Ferien... von Regisseur Harold French sah man sie 1946 in der Rolle der Mary Jarrow. Unter der Regie ihres Mannes Bernard Miles spielte sie 1950 in dem Drama Chance of a Lifetime. Ihren letzten Kinoauftritt hatte Josephine Wilson 1955 in Edward Dmytryks romantischem Drama Das Ende einer Affaire in den Hauptrollen prominent besetzt mit Deborah Kerr und Van Johnson.
Mit Bernard Miles hatte Josephine Wilson die Tochter Sally Miles (1933–1986), die ebenfalls Schauspielerin wurde. Wilsons Engagement für Kultur und Forschung gilt in England als vorbildlich. Sie gilt unter anderem als Mitbegründerin des Molecule Club. Seit ihr Gatte 1969 als Knight Bachelor geadelt wurde, führte sie den Höflichkeitstitel Lady Miles und seit er 1979 als Baron Miles zum Life Peer erhoben wurde, den Höflichkeitstitel Baroness Miles. Sie starb am 7. November 1990 im Alter von 86 Jahren in London.

## Filmografie (Auswahl)

### Kino
- 1938: South Riding
- 1938: Eine Dame verschwindet (The Lady Vanishes)
- 1938: Life of St. Paul
- 1939: Vier Federn (The Four Feathers)
- 1942: Those Kids from Town
- 1942: Uncensored
- 1943: We Dive at Dawn
- 1943: The Adventures of Tartu
- 1943: The Dark Tower
- 1946: Jugendliebe – Drei Tage Ferien... (Quiet Weekend)
- 1950: Chance of a Lifetime
- 1955: Das Ende einer Affaire (The End of the Affair)

### Fernsehen
- 1938: The Ascent of F6
- 1939: Edna’s Fruit Hat
- 1939: Shall We Join the Ladies?
- 1939: The Rising Sun